# Reginald Arvizu
Reginald Quincy "Fieldy" Arvizu, född 2 november 1969 i Bakersfield, Kalifornien, är en amerikansk basist och medlem i alternative-metalbandet Korn. Han använder en nedstämd 5-strängad Ibanez-bas. 
Hans smeknamn "Fieldy" kommer från katten Gustaf (Garfield). Det är Arvizu som gör all Korns design.
Han har också skrivit en bok vid namn "Got The Life"
Arvizus far brukade spela i ett band med Rick Davis, Korns sångare Jonathan Davis far. 

## Diskografi (urval)
Med L.A.P.D.
- Love and Peace, Dude (1989)
- Who's Laughing Now (1991)
- L.A.P.D (1997, samlingsalbum)

Korn
Huvudartikel: Korn
- Korn (1994)
- Life Is Peachy (1996)
- Follow the Leader (1998)
- Issues (1999)
- Untouchables (2002)
- Take a Look in the Mirror (2003)
- See You on the Other Side (2005)
- Untitled album (2007)
- Korn III: Remember Who You Are (2010)
- The Path of Totality (2011)
- The Paradigm Shift (2013)
- Serenity Of Suffering (2016)

Med Fieldy's Dreams
- Rock'n Roll Gangster (2002)